# Melanolophia patularia
Melanolophia patularia là một loài bướm đêm trong họ Geometridae.